# Dłużewo
Dłużewo – osada w Polsce położona w województwie wielkopolskim, w powiecie czarnkowsko-trzcianeckim, w gminie Trzcianka.
Do 1954 roku w granicach Trzcianki
W latach 1975–1998 miejscowość należała administracyjnie do województwa pilskiego.